# Colembert
Colembert est une commune française située dans le département du Pas-de-Calais en région Hauts-de-France. Ses habitants sont appelés les Colembertois. La commune est membre de la communauté de communes de Desvres - Samer.
Le territoire de la commune est situé dans le parc naturel régional des Caps et Marais d'Opale.

## Géographie

### Localisation
Localisée dans le nord-ouest du département du Pas-de-Calais, Colembert est une commune située, à vol d'oiseau, à 8 km au nord de la commune de Desvres et à 15 km à l'est de la commune de Boulogne-sur-Mer (chef-lieu d'arrondissement). Elle est intégrée au fond de la boutonnière du Boulonnais.
Le territoire de la commune est limitrophe de ceux de neuf communes.
Les communes limitrophes sont Boursin, Bellebrune, Nabringhen, Sanghen, Le Wast, Alembon, Alincthun, Belle-et-Houllefort et Henneveux.

### Géologie et relief
La superficie de la commune est de 9,92 km2 ; son altitude varie de 44  à   202 m.

### Hydrographie
Le territoire de la commune est situé dans le bassin Artois-Picardie.
Le territoire communal est drainé par trois cours d'eau :
- le Wimereux, fleuve côtier d'une longueur de 22,1 km, qui prend sa source dans la commune et se jette dans la Manche à Wimereux[4] ;
- le ruisseau de la fosse corniche, d'une longueur de 3,28 km, prend sa source et se jette dans le Wimereux au niveau de la commune de Bellebrune[5] ;

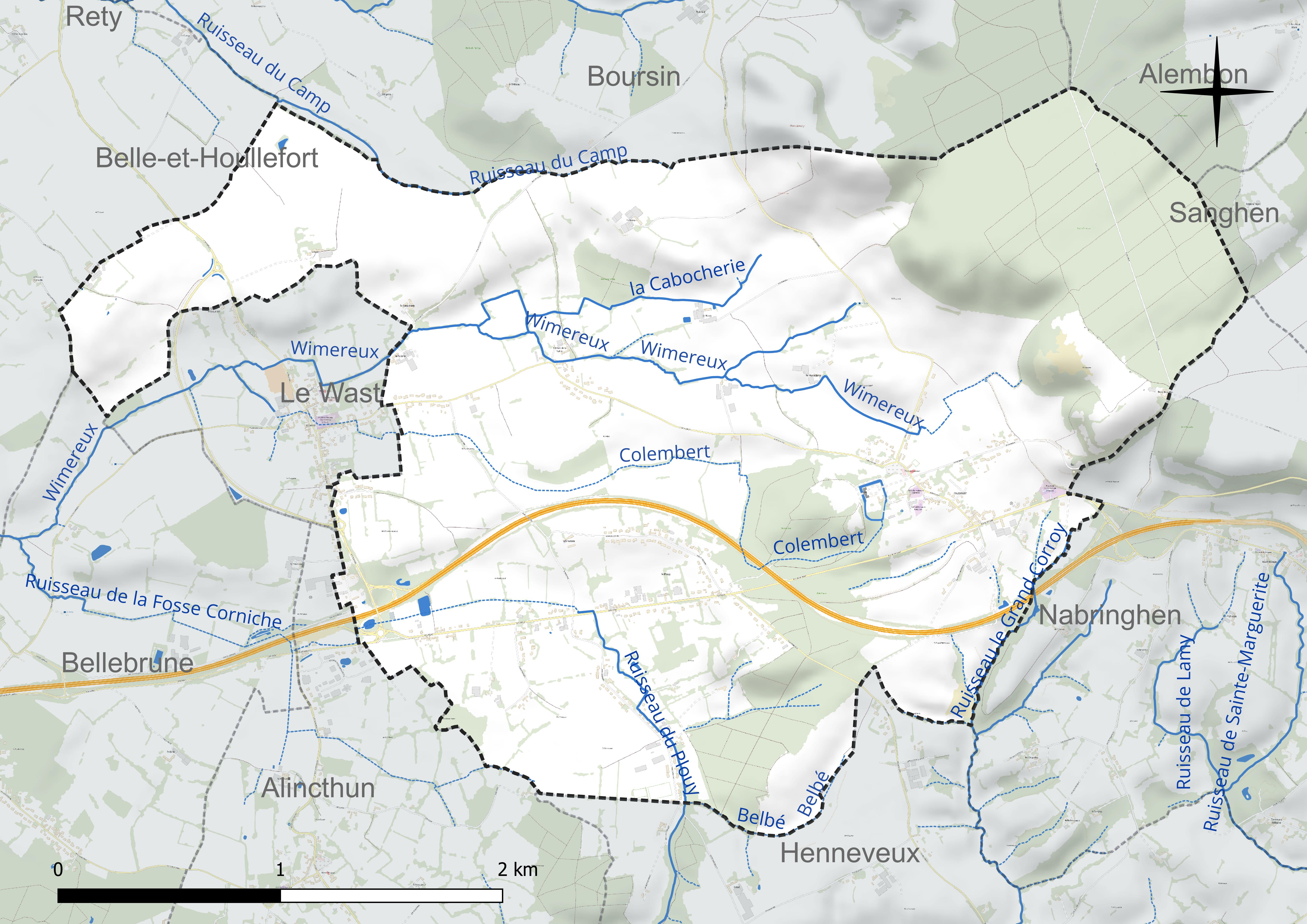
Réseau hydrographique de Colembert.

- le ruisseau du camp, d'une longueur de 2,75 km[6].

### Climat
Pour des articles plus généraux, voir Climat des Hauts-de-France et Climat du Pas-de-Calais.
En 2010, le climat de la commune est de type climat océanique franc, selon une étude du CNRS s'appuyant sur une série de données couvrant la période 1971-2000. En 2020, Météo-France publie une typologie des climats de la France métropolitaine dans laquelle la commune est exposée à un climat océanique et est dans la région climatique Côtes de la Manche orientale, caractérisée par un faible ensoleillement (1 550 h/an) ; forte humidité de l’air (plus de 20 h/jour avec humidité relative > 80 % en hiver), vents forts fréquents.
Pour la période 1971-2000, la température annuelle moyenne est de 10,1 °C, avec une amplitude thermique annuelle de 12,9 °C. Le cumul annuel moyen de précipitations est de 902 mm, avec 13,2 jours de précipitations en janvier et 8,7 jours en juillet. Pour la période 1991-2020, la température moyenne annuelle observée sur la station météorologique la plus proche, située sur la commune de Licques à 8 km à vol d'oiseau, est de 10,5 °C et le cumul annuel moyen de précipitations est de 1 138,1 mm,. Pour l'avenir, les paramètres climatiques de la commune estimés pour 2050 selon différents scénarios d'émission de gaz à effet de serre sont consultables sur un site dédié publié par Météo-France en novembre 2022.

### Paysages
Pour un article plus général, voir Paysage en France.
La commune s'inscrit dans le « paysage boulonnais » tel que défini dans l’atlas des paysages de la région Nord-Pas-de-Calais, conçu par la direction régionale de l'Environnement, de l'Aménagement et du Logement (DREAL),.
Ce paysage qui concerne 66 communes, se délimite : au Nord, par les paysages des coteaux calaisiens et du Pays de Licques, à l’Est, par le paysage du Haut pays d’Artois, et au Sud, par les paysages Montreuillois.
Le « paysage boulonnais », constitué d'une boutonnière bordée d’une cuesta définissant un pays d’enclosure, est essentiellement un paysage bocager composé de 47 % de son sol en herbe ou en forêt et de 31 % en herbage, avec, dans le sud et l’est, trois grandes forêts, celle de Boulogne, d’Hardelot et de Desvres et, au nord, le bassin de carrière avec l'extraction de la pierre de Marquise depuis le Moyen Âge et de la pierre marbrière dont l'extraction s'est développée au XIXe siècle.
La boutonnière est formée de trois ensembles écopaysagers : le plateau calcaire d’Artois qui forme le haut Boulonnais, la boutonnière qui forme la cuvette du bas Boulonnais et la cuesta formée d’escarpements calcaires.
Dans ce paysage, on distingue trois entités : 
- les vastes champs ouverts du Haut Boulonnais ;
- le bocage humide dans le Bas Boulonnais ;
- la couronne de la cuesta avec son dénivelé important et son caractère boisé[14].

### Milieux naturels et biodiversité

#### Espaces protégés et gérés
La protection réglementaire est le mode d’intervention le plus fort pour préserver des espaces naturels remarquables et leur biodiversité associée.
Dans ce cadre, la commune fait partie de deux espaces protégés : 
- le parc naturel régional des Caps et Marais d'Opale, d’une superficie de 132 499 ha réparties sur 154 communes, géré par le syndicat mixte d'aménagement et de gestion du parc naturel régional des Caps et Marais d'Opale[16] ;
- les coteaux calcaires du Boulonnais, protégés par un arrêté préfectoral de protection de biotope, d’une superficie de 295,22 ha[17].

#### Zones naturelles d'intérêt écologique, faunistique et floristique
L’inventaire des zones naturelles d'intérêt écologique, faunistique et floristique (ZNIEFF) a pour objectif de réaliser une couverture des zones les plus intéressantes sur le plan écologique, essentiellement dans la perspective d’améliorer la connaissance du patrimoine naturel national et de fournir aux différents décideurs un outil d’aide à la prise en compte de l’environnement dans l’aménagement du territoire.
Le territoire communal comprend trois ZNIEFF de type 1 :
- le réservoir biologique du Wimereux. À l’instar de la Liane, le Wimereux est un bassin côtier qui présente un intérêt majeur pour les migrateurs amphihalins.[18] ;
- le bocage et bois de Bellebrune. Le site est constitué d’un ensemble forestier et d’un complexe bocager établis l’un et l’autre sur les argiles et marnes de l’Oxfordien. La géomorphologie est assez plane malgré quelques vallonnements[19] ;
- le bois de Haut, bois de l'Enclos et coteaux adjacents. Cette ZNIEFF est situé sur l’escarpement crayeux du Haut-Boulonnais[20].

et trois ZNIEFF de type 2 :
- le complexe bocager du Bas-Boulonnais et de la Liane. Le complexe bocager du bas-Boulonnais et de la Liane s’étend entre Saint-Martin-Boulogne et Saint-Léonard à l’ouest et Quesques et Lottinghen à l’est. Il correspond à la cuvette herbagère du bas-Boulonnais[21] ;
- la boutonnière de pays de Licques. Cette ZNIEFF, de 17 830 ha, s'étend sur 43 communes[22] ;
- la cuesta du Boulonnais entre Neufchâtel-Hardelot et Colembert. Cette ZNIEFF marque la séparation entre les terrains du Jurassiques du Bas-Boulonnais et les plateaux crayeux des hautes terres Artésiennes[23].

Carte des ZNIEFF de type 1 et 2 sur la commune
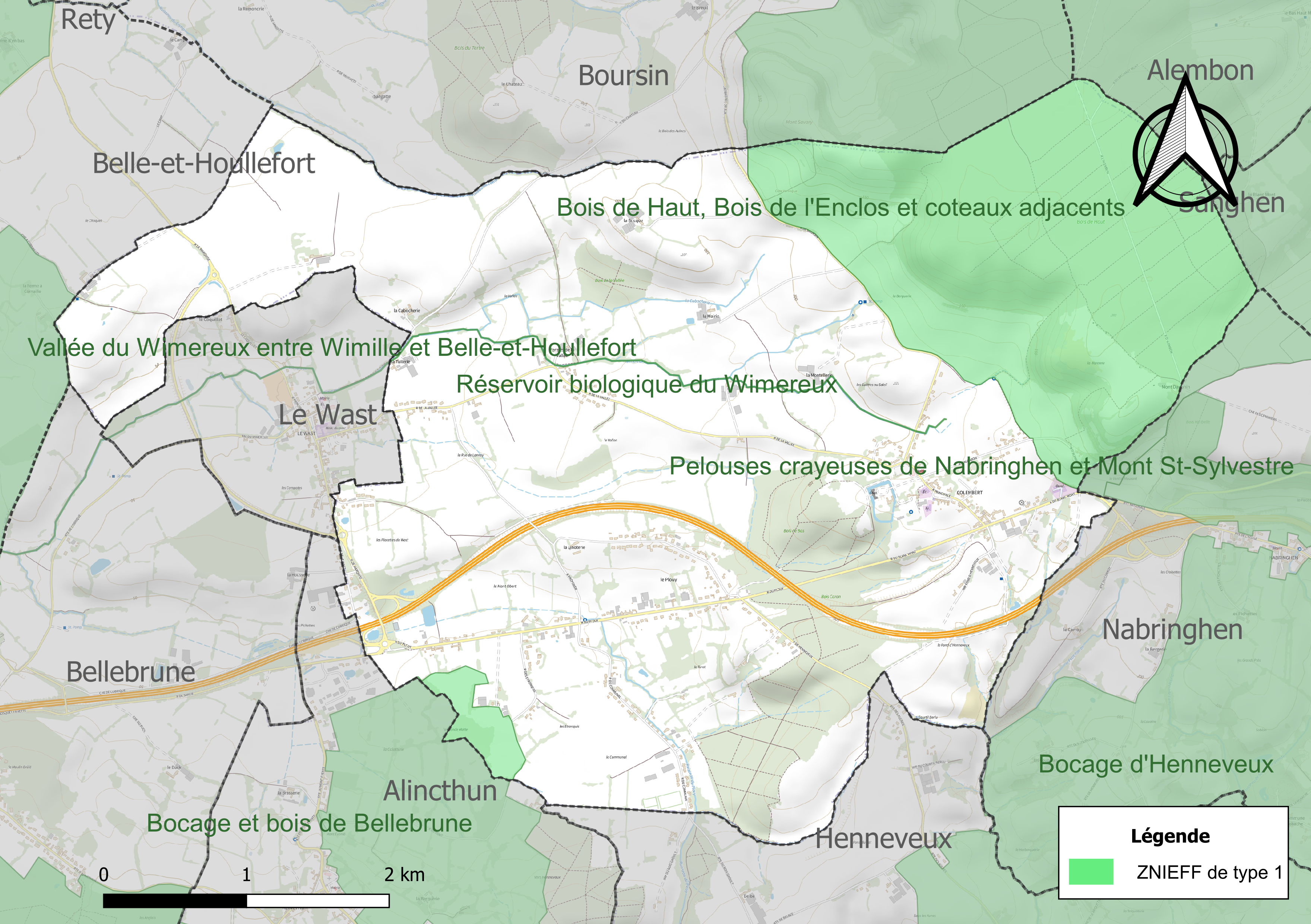
Carte des ZNIEFF de type 1 sur la commune.
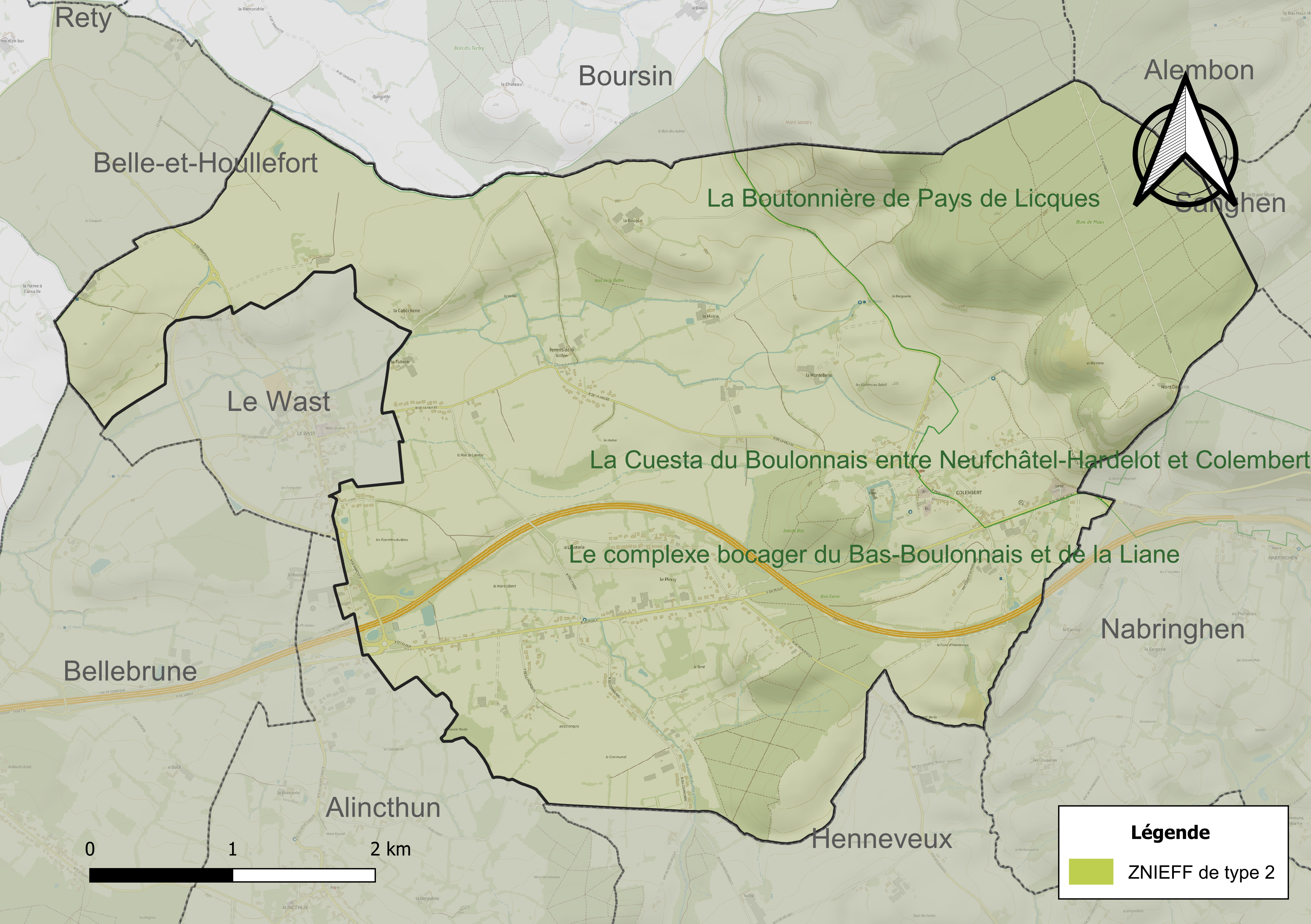
Carte des ZNIEFF de type 2 sur la commune.

#### Site Natura 2000
Le réseau Natura 2000 est un réseau écologique européen de sites naturels d’intérêt écologique élaboré à partir des directives « habitats » et « oiseaux ». Ce réseau est constitué de zones spéciales de conservation (ZSC) et de zones de protection spéciale (ZPS). Dans les zones de ce réseau, les États membres s'engagent à maintenir dans un état de conservation favorable les types d'habitats et d'espèces concernés, par le biais de mesures réglementaires, administratives ou contractuelles.
Sur la commune, un site Natura 2000 de type B est défini en site d'importance communautaire : les pelouses et bois neutrocalcicoles des cuestas du Boulonnais et du Pays de Licques et la forêt de Guines.

## Urbanisme

### Typologie
Au 1er janvier 2024, Colembert est catégorisée commune rurale à habitat dispersé, selon la nouvelle grille communale de densité à sept niveaux définie par l'Insee en 2022.
Elle est située hors unité urbaine. Par ailleurs la commune fait partie de l'aire d'attraction de Boulogne-sur-Mer, dont elle est une commune de la couronne,. Cette aire, qui regroupe 80 communes, est catégorisée dans les aires de 50 000 à moins de 200 000 habitants,.

### Occupation des sols
L'occupation des sols de la commune, telle qu'elle ressort de la base de données européenne d’occupation biophysique des sols Corine Land Cover (CLC), est marquée par l'importance des territoires agricoles (76,6 % en 2018), en diminution par rapport à 1990 (78,6 %). La répartition détaillée en 2018 est la suivante : 
zones agricoles hétérogènes (38,4 %), terres arables (35,1 %), forêts (21,4 %), prairies (3,1 %), zones urbanisées (2 %). L'évolution de l’occupation des sols de la commune et de ses infrastructures peut être observée sur les différentes représentations cartographiques du territoire : la carte de Cassini (XVIIIe siècle), la carte d'état-major (1820-1866) et les cartes ou photos aériennes de l'IGN pour la période actuelle (1950 à aujourd'hui).

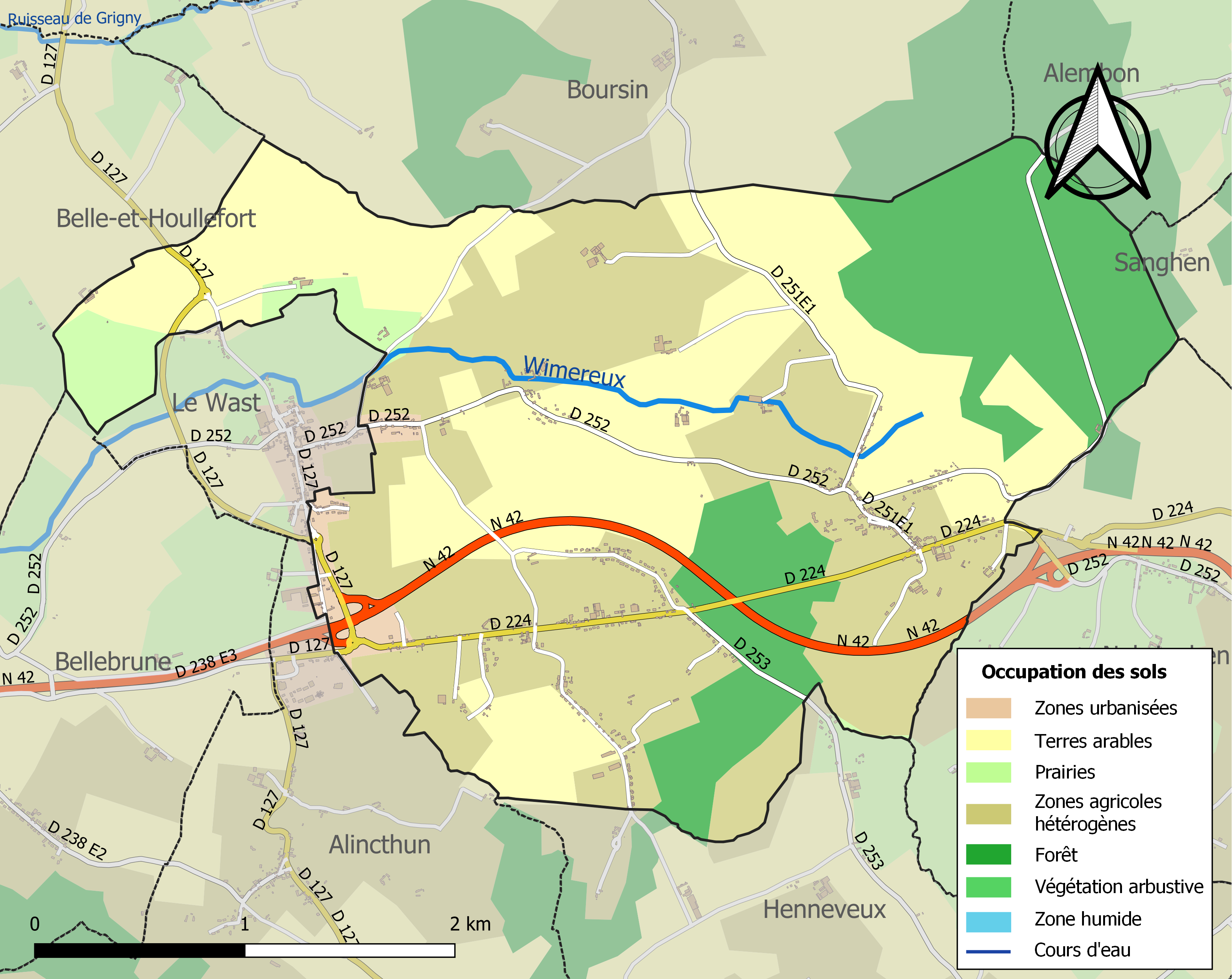
Carte des infrastructures et de l'occupation des sols de la commune en 2018 (CLC).

### Voies de communication et transports

#### Voies de communication
La route nationale 42 traverse Colembert et permet de rejoindre Boulogne-sur-Mer et l'autoroute A16 (Paris-Dunkerque) à l'ouest ainsi que Saint-Omer et l'autoroute A26 (Calais-Troyes) à l'est.

#### Transports en commun
La commune est desservie par les bus du réseau départemental Colvert (ligne Boulogne-Licques).
La gare ferroviaire la plus proche (13 km) est celle du Haut-Banc située sur la ligne de Boulogne-Ville à Calais-Maritime et desservie par des TER Nord-Pas-de-Calais. Les gares de Boulogne-Ville et de Calais - Fréthun sont situées respectivement à 20 et 30 minutes en voiture.
La commune était située sur la ligne de chemin de fer Boulogne - Bonningues, une ancienne ligne de chemin de fer qui reliait, dans le département du Pas de Calais, de 1909 et 1935, Boulogne-sur-Mer à Bonningues-lès-Ardres.

## Toponymie
Le nom de la localité est attesté sous les formes Colesberge en 1107 ; Colesberg en 1121 puis 1209 ; Colesberc en 1150-1172 ; Collesberc en 1199 ; Colsbergium au XIIIe siècle ; Colesbierch en 1311 ; Colesberk au XIVe siècle) ; Colembercq en 1435 ; Collemberg en 1477 ; Collembergh vers 1512 ; Collambert en 1550 ; Collemberch en 1562-1564 ; Collembercq en 1562 ; Colambert en 1583 ; Collenbercqz en 1627 ; Colembercq en 1793 et Colembert depuis 1801.
Le nom de Colembert contiendrait la racine gauloise coslo- suivi du terme issu des langues germaniques berg, donnant à la commune le sens de « colline couverte de noisetiers ». Une autre hypothèse, avancée par Ernest Nègre, donne l'anthroponyme germanique Godila suivi de -berg, donnant la « colline de Godila ».
La commune s'appelle Kolesberg en flamand occidental.

## Histoire
Colembert était autrefois l'une des douze baronnies du comté de Boulogne.
En 1732, Jean-François César Boulongne (1748-1815), issu d’une famille de potiers connue au XVIIe siècle, transfère à Desvres une fabrique de faïence initialement installée à Colembert depuis 1725.

## Politique et administration

### Découpage territorial
La commune se trouve dans l'arrondissement de Boulogne-sur-Mer du département du Pas-de-Calais, depuis 1801.

#### Commune et intercommunalités
La commune est membre de la communauté de communes de Desvres - Samer qui regroupe 31 communes et totalise 23 221 habitants en 2021.

#### Circonscriptions administratives
La commune est rattachée au canton de Desvres, depuis 1801.

#### Circonscriptions électorales
Pour l'élection des députés, la commune fait partie de la sixième circonscription du Pas-de-Calais.

### Élections municipales et communautaires

#### Liste des maires
| Période                                  | Période                   | Identité              | Étiquette | Qualité                                                 |
| ---------------------------------------- | ------------------------- | --------------------- | --------- | ------------------------------------------------------- |
| Les données manquantes sont à compléter. |                           |                       |           |                                                         |
| mars 1947                                | mars 1977                 | Docteur Cucheval      |           |                                                         |
| mars 1977                                | mars 1999                 | Claude Blondel        |           |                                                         |
| mars 1999                                | mars 2008                 | Yvette Savsek-Pruvost |           |                                                         |
| mars 2008                                | 2014                      | Michel Muselet        |           |                                                         |
| 2014                                     | En cours (au 30 mai 2020) | Étienne Maes          |           | Contrôleur vétérinaire, Réélu pour le mandat 2020-2026, |

## Équipements et services publics

### Justice, sécurité, secours et défense
La commune dépend du tribunal judiciaire de Boulogne-sur-Mer, du conseil de prud'hommes de Boulogne-sur-Mer, de la cour d'appel de Douai, du tribunal de commerce de Boulogne-sur-Mer, du tribunal administratif de Lille, de la cour administrative d'appel de Douai, de la cour administrative d'appel de Douai et du tribunal pour enfants de Boulogne-sur-Mer.

## Population et société

### Démographie
Les habitants sont appelés les Colembertois.

#### Évolution démographique
L'évolution du nombre d'habitants est connue à travers les recensements de la population effectués dans la commune depuis 1793. Pour les communes de moins de 10 000 habitants, une enquête de recensement portant sur toute la population est réalisée tous les cinq ans, les populations de référence des années intermédiaires étant quant à elles estimées par interpolation ou extrapolation. Pour la commune, le premier recensement exhaustif entrant dans le cadre du nouveau dispositif a été réalisé en 2006.

En 2022, la commune comptait 907 habitants, en évolution de −1,73 % par rapport à 2016 (Pas-de-Calais : −0,72 %, France hors Mayotte : +2,11 %).
| 1793 | 1800 | 1806 | 1821 | 1831 | 1836 | 1841 | 1846 | 1851 |
| ---- | ---- | ---- | ---- | ---- | ---- | ---- | ---- | ---- |
| 408  | 388  | 392  | 482  | 442  | 479  | 501  | 509  | 475  |

| 1856 | 1861 | 1866 | 1872 | 1876 | 1881 | 1886 | 1891 | 1896 |
| ---- | ---- | ---- | ---- | ---- | ---- | ---- | ---- | ---- |
| 486  | 483  | 490  | 501  | 502  | 530  | 595  | 571  | 528  |

| 1901 | 1906 | 1911 | 1921 | 1926 | 1931 | 1936 | 1946 | 1954 |
| ---- | ---- | ---- | ---- | ---- | ---- | ---- | ---- | ---- |
| 552  | 566  | 557  | 485  | 496  | 519  | 519  | 561  | 512  |

| 1962 | 1968 | 1975 | 1982 | 1990 | 1999 | 2006 | 2011 | 2016 |
| ---- | ---- | ---- | ---- | ---- | ---- | ---- | ---- | ---- |
| 503  | 507  | 447  | 509  | 588  | 687  | 717  | 790  | 923  |

| 2021 | 2022 | - | - | - | - | - | - | - |
| ---- | ---- | - | - | - | - | - | - | - |
| 928  | 907  | - | - | - | - | - | - | - |

#### Pyramide des âges
En 2018, le taux de personnes d'un âge inférieur à 30 ans s'élève à 41,8 %, soit au-dessus de la moyenne départementale (36,7 %). À l'inverse, le taux de personnes d'âge supérieur à 60 ans est de 16,1 % la même année, alors qu'il est de 24,9 % au niveau départemental.
En 2018, la commune comptait 503 hommes pour 452 femmes, soit un taux de 52,67 % d'hommes, largement supérieur au taux départemental (48,5 %).
Les pyramides des âges de la commune et du département s'établissent comme suit.
| Hommes | Classe d’âge | Femmes |
| ------ | ------------ | ------ |
| 0,2    | 90 ou +      | 0,0    |
| 5,6    | 75-89 ans    | 6,2    |
| 8,8    | 60-74 ans    | 11,5   |
| 18,1   | 45-59 ans    | 17,7   |
| 22,1   | 30-44 ans    | 26,6   |
| 16,1   | 15-29 ans    | 16,3   |
| 29,1   | 0-14 ans     | 21,7   |

| Hommes | Classe d’âge | Femmes |
| ------ | ------------ | ------ |
| 0,5    | 90 ou +      | 1,6    |
| 5,6    | 75-89 ans    | 8,9    |
| 16,7   | 60-74 ans    | 18,1   |
| 20,2   | 45-59 ans    | 19,2   |
| 18,9   | 30-44 ans    | 18,1   |
| 18,2   | 15-29 ans    | 16,2   |
| 19,9   | 0-14 ans     | 17,9   |

## Culture locale et patrimoine

### Lieux et monuments

#### Monument historique
- Le château de Colembert, classé aux monuments historiques[53] est une propriété privée remarquable[54]. Il fut reconstruit en 1777 par Giraud Sannier. La restauration de ce château reçoit le prix Sotheby's en 2008[55].

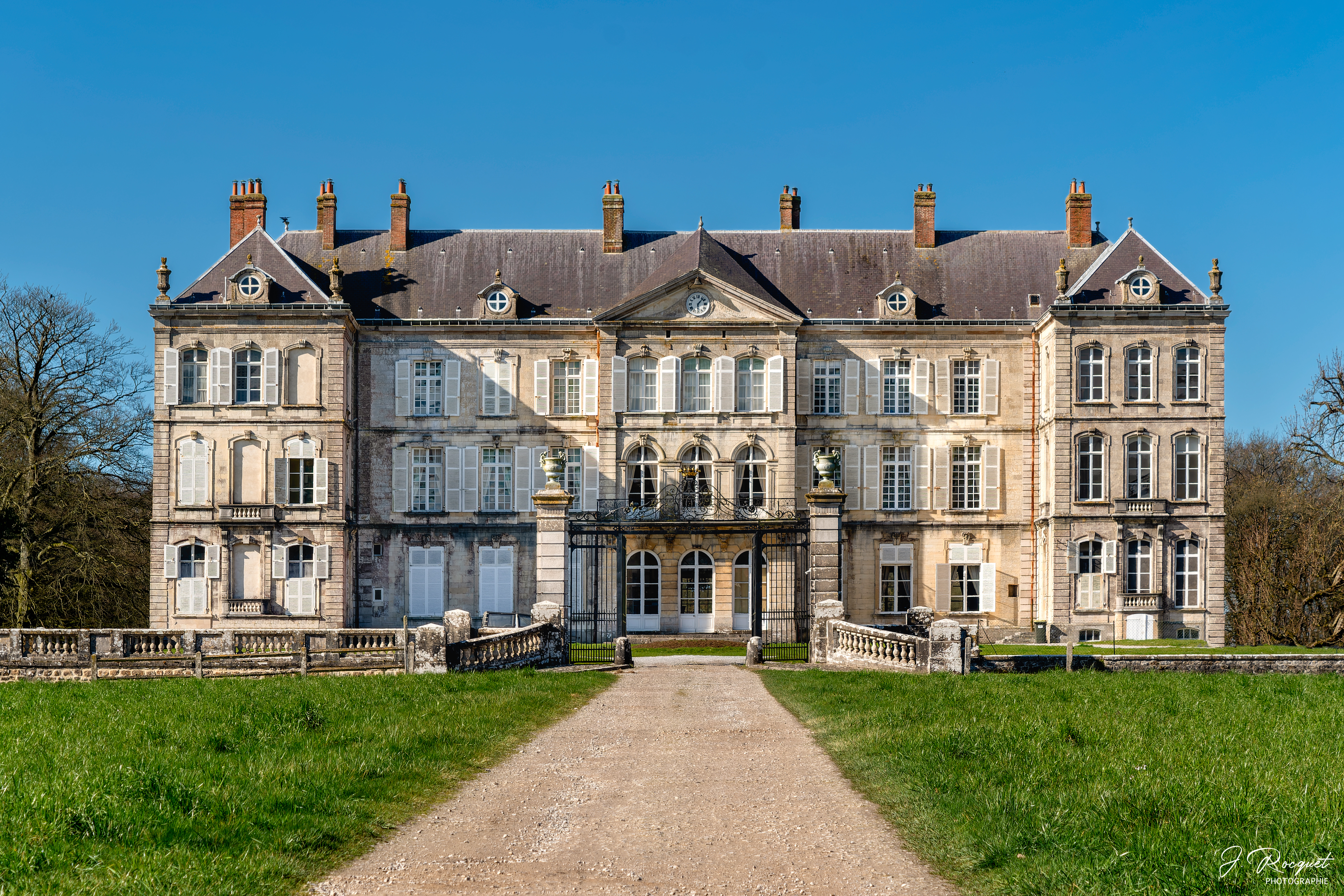
Le château.

- L'église Saint-Nicolas[56] fait l'objet d'une inscription aux monuments historiques[57].

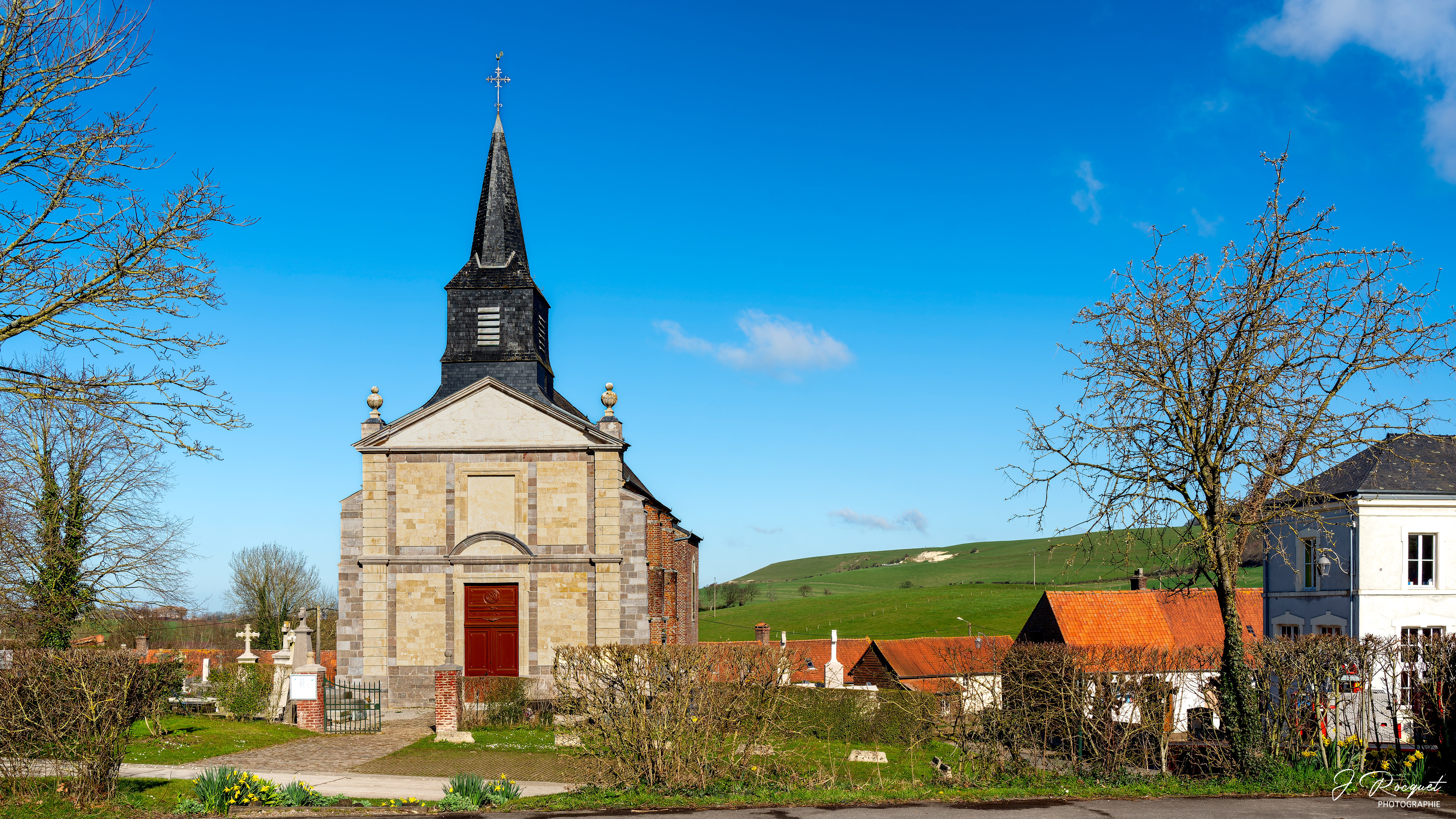
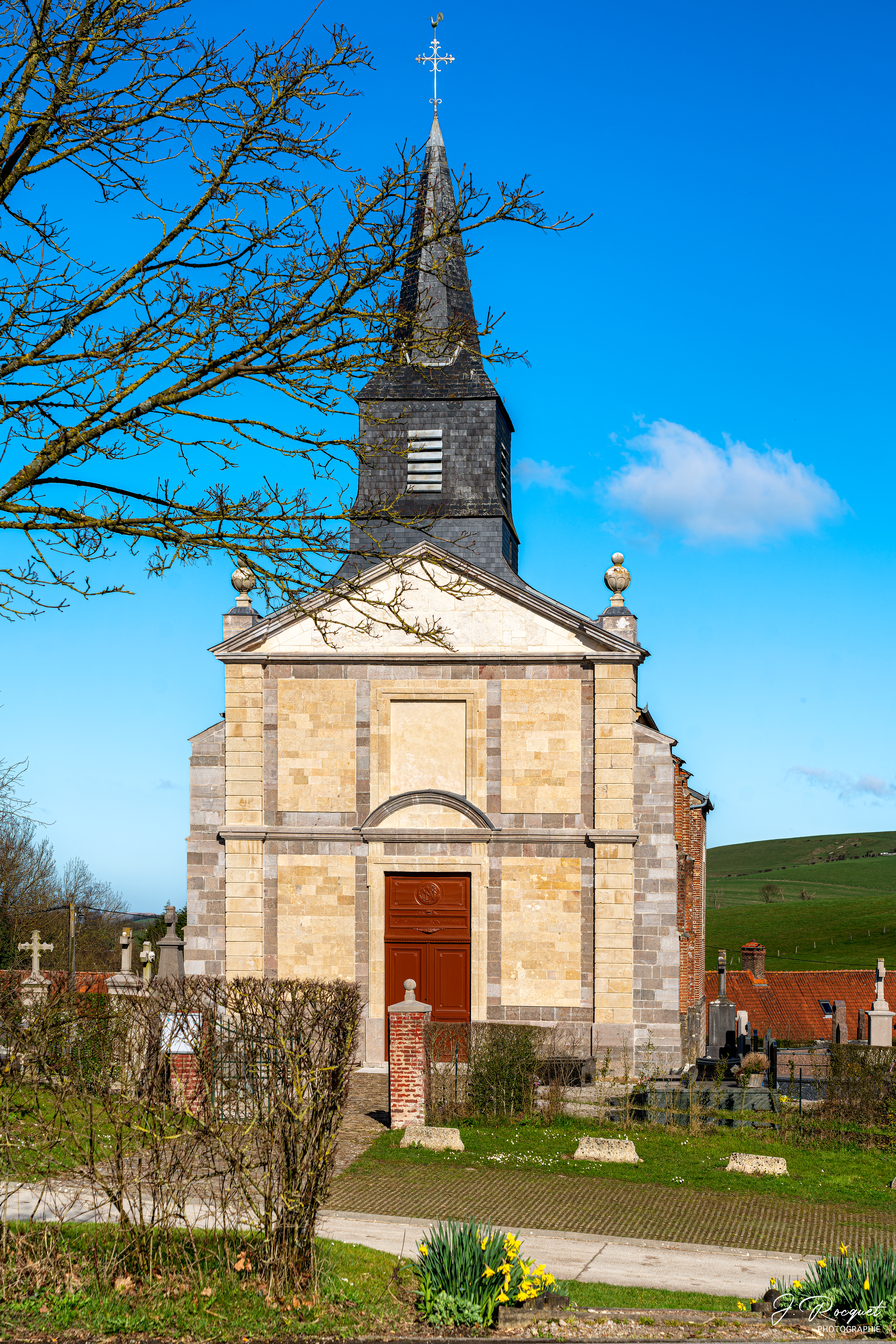
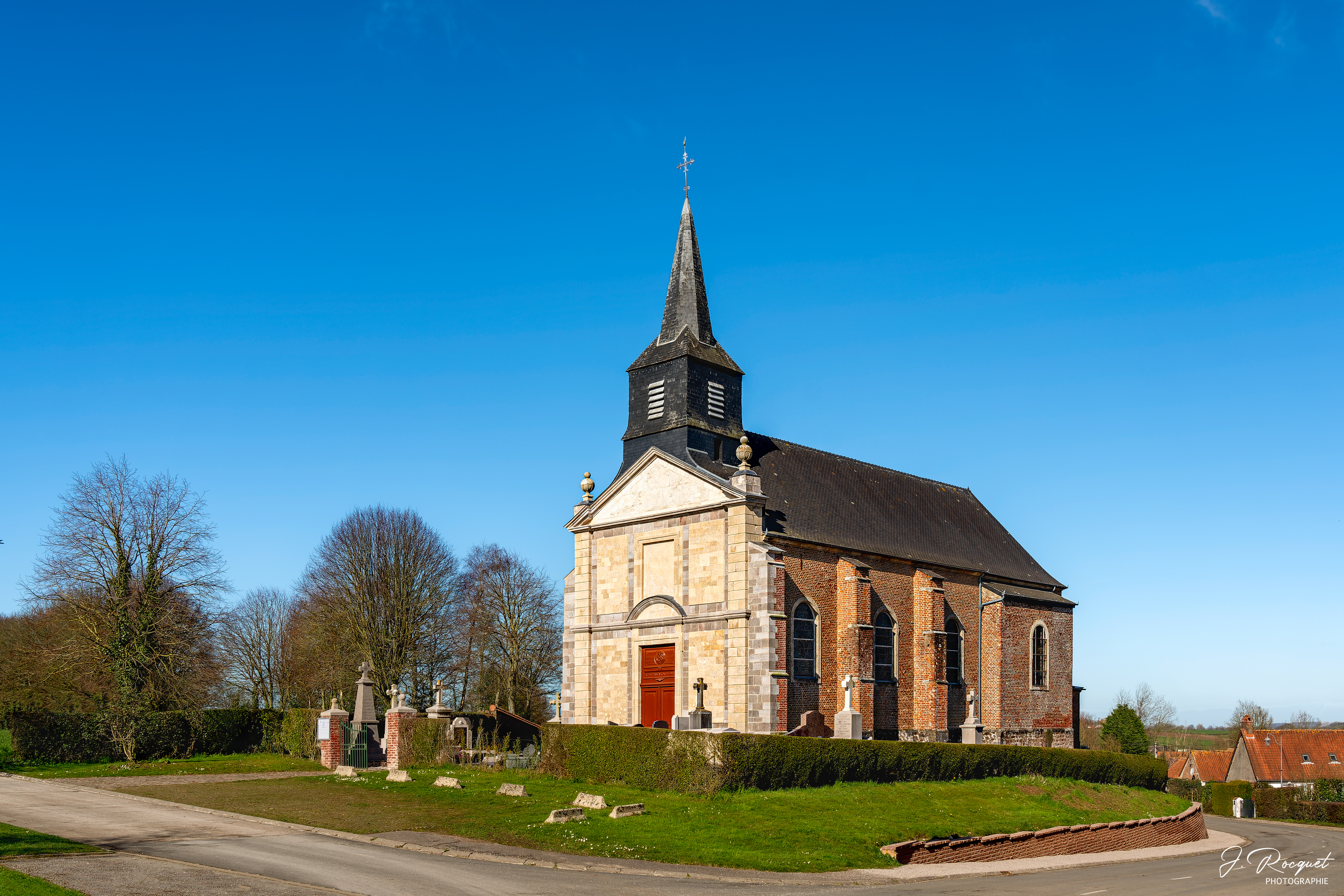
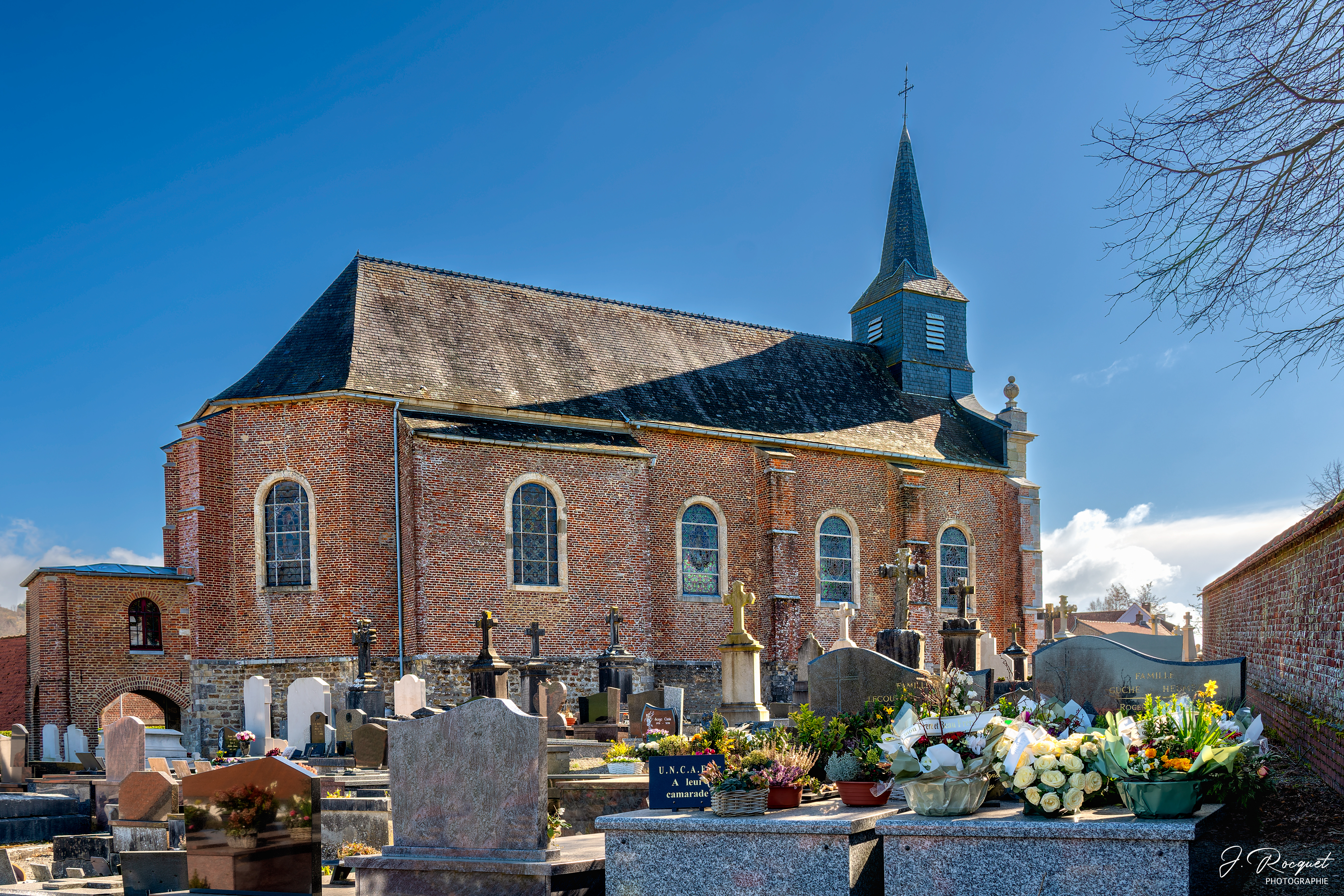

L'église abrite plusieurs pièces inscrites au patrimoine mobilier du Ministère de la culture dont ces deux statues en chêne taillé du XVIIIe siècle.

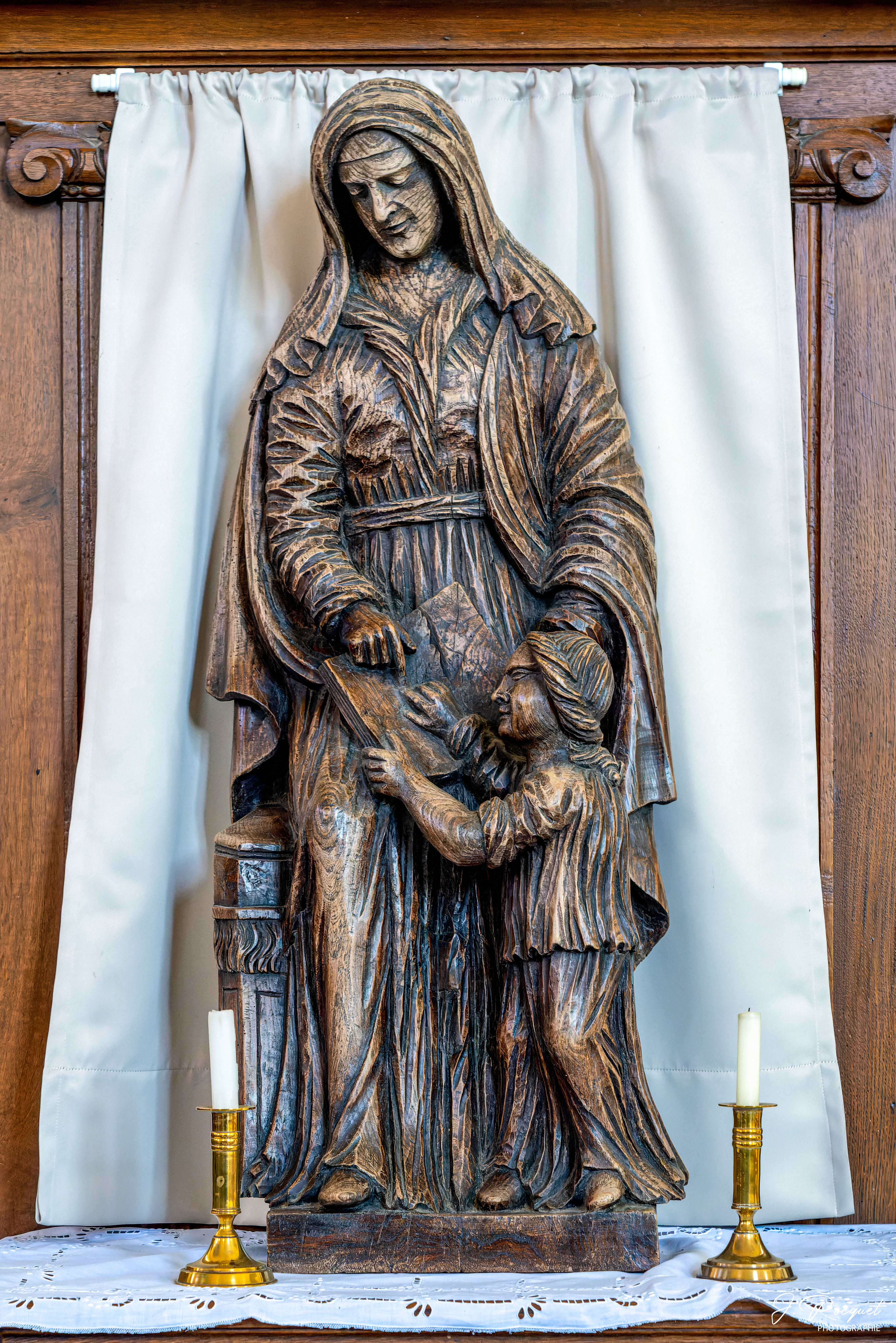
Statue de Sainte Anne apprenant à lire à la Vierge[58].
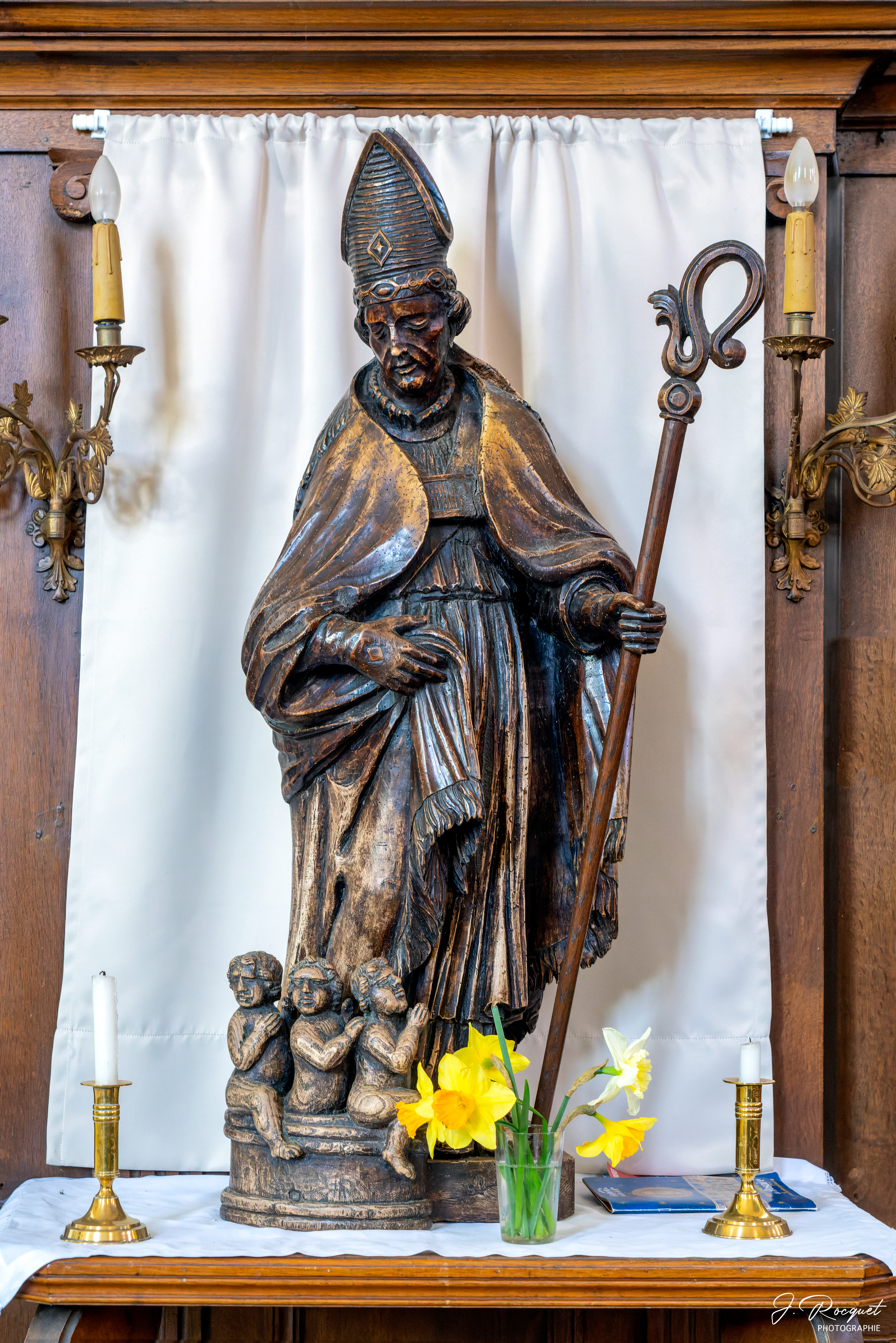
Statue de Saint Nicolas[59].

L'église est éclairée par 9 vitraux, œuvres de Henry Lhotellier et d'Alfred Georges Regner artistes et vitraillistes du Boulonnais selon l'inscription sur le vitrail de Sainte Marguerite. Ils sont présentés ci-dessous dans le sens des aiguilles d'une montre en partant de la gauche de la nef en entrant.

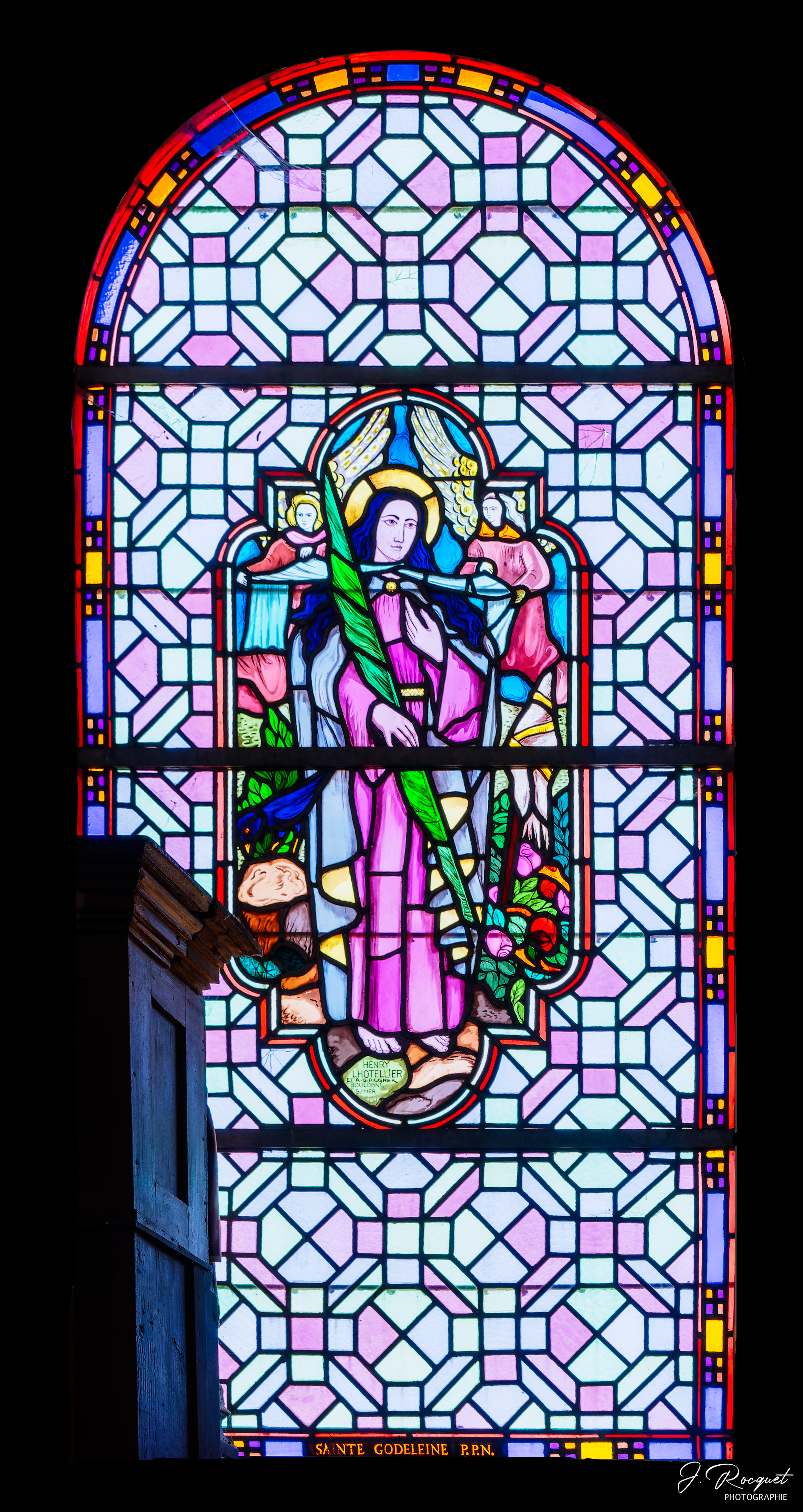
Sainte Godeleine.
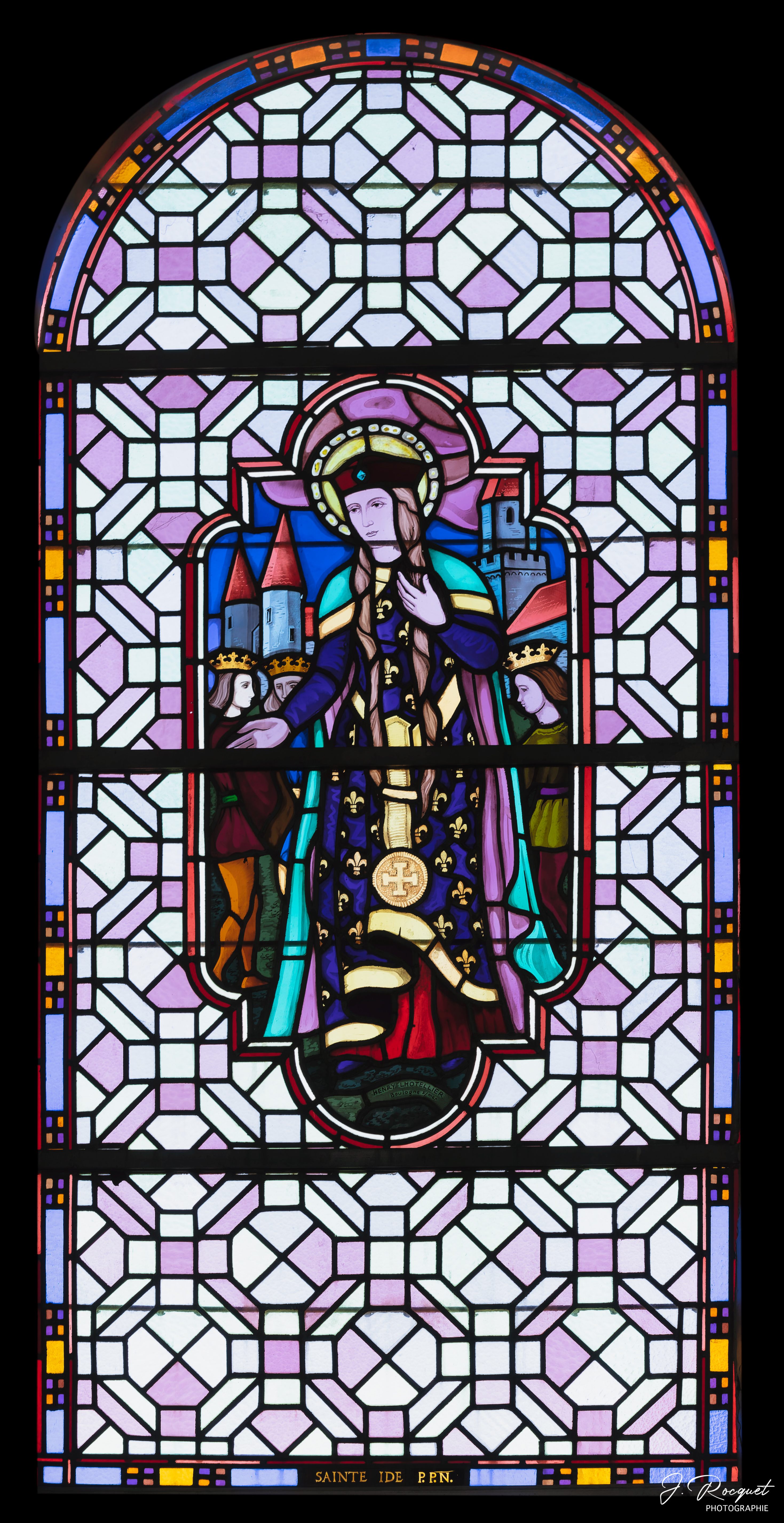
Sainte Ide.
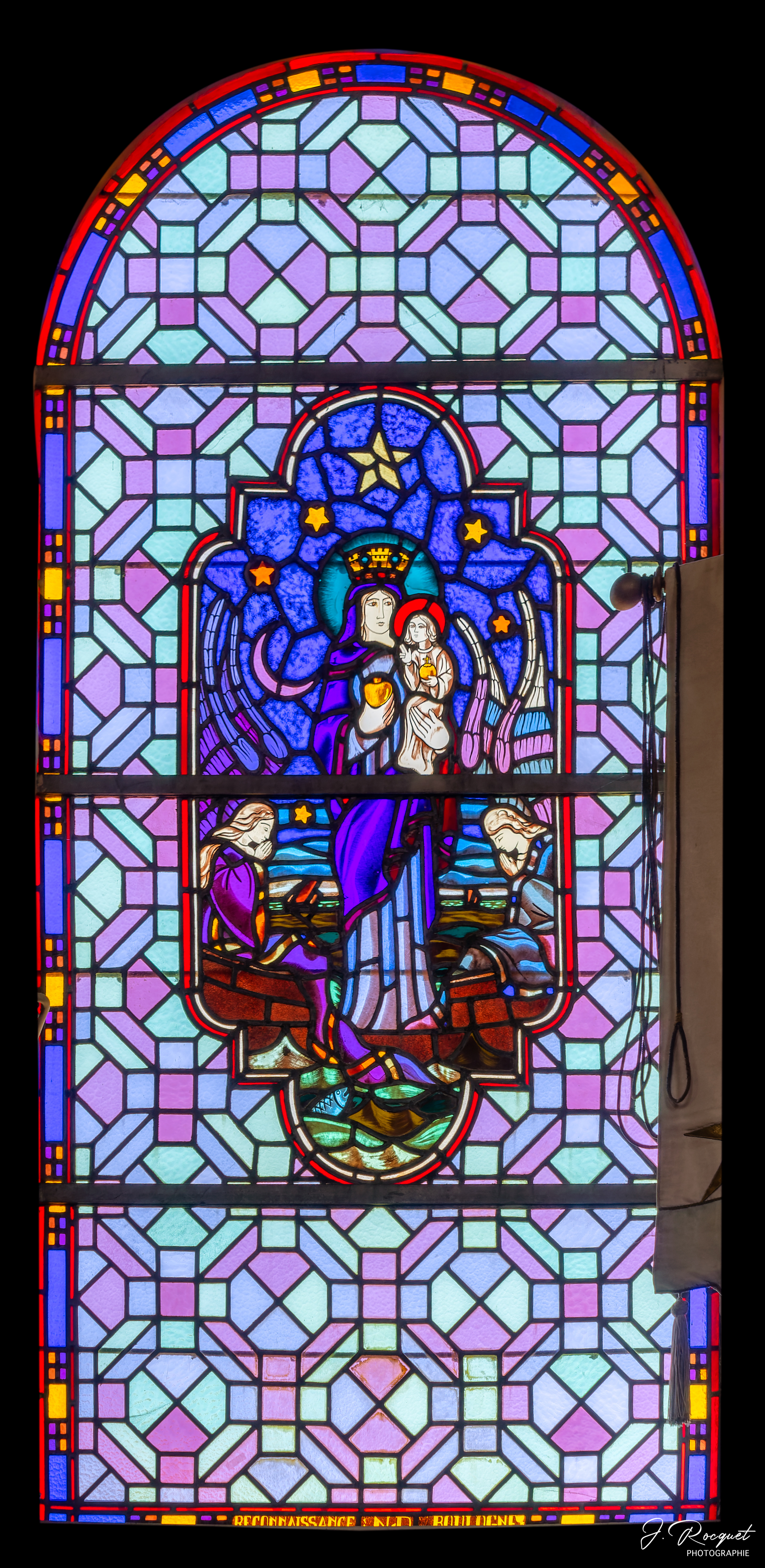
Notre Dame de Boulogne.
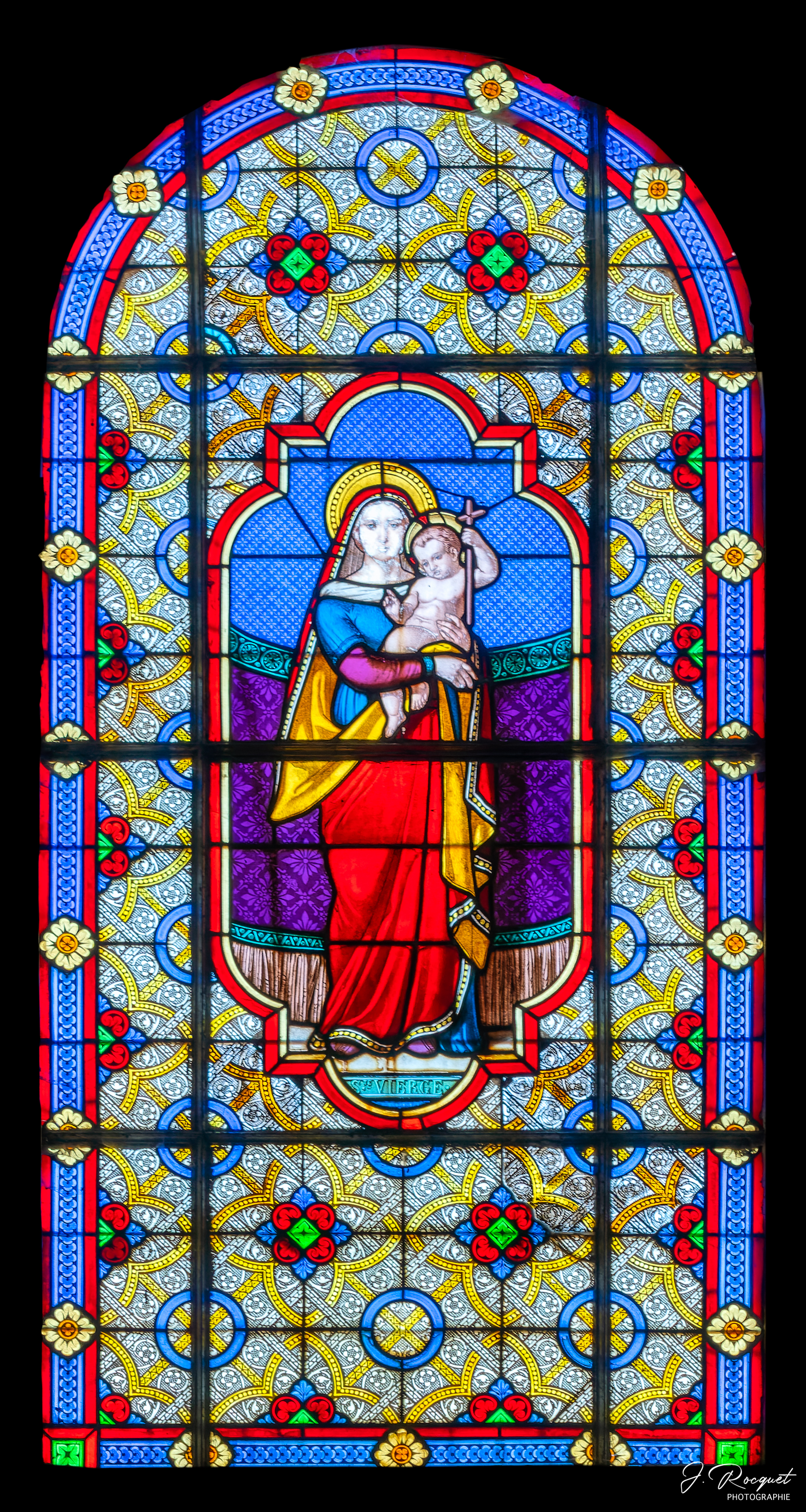
Sainte Vierge.
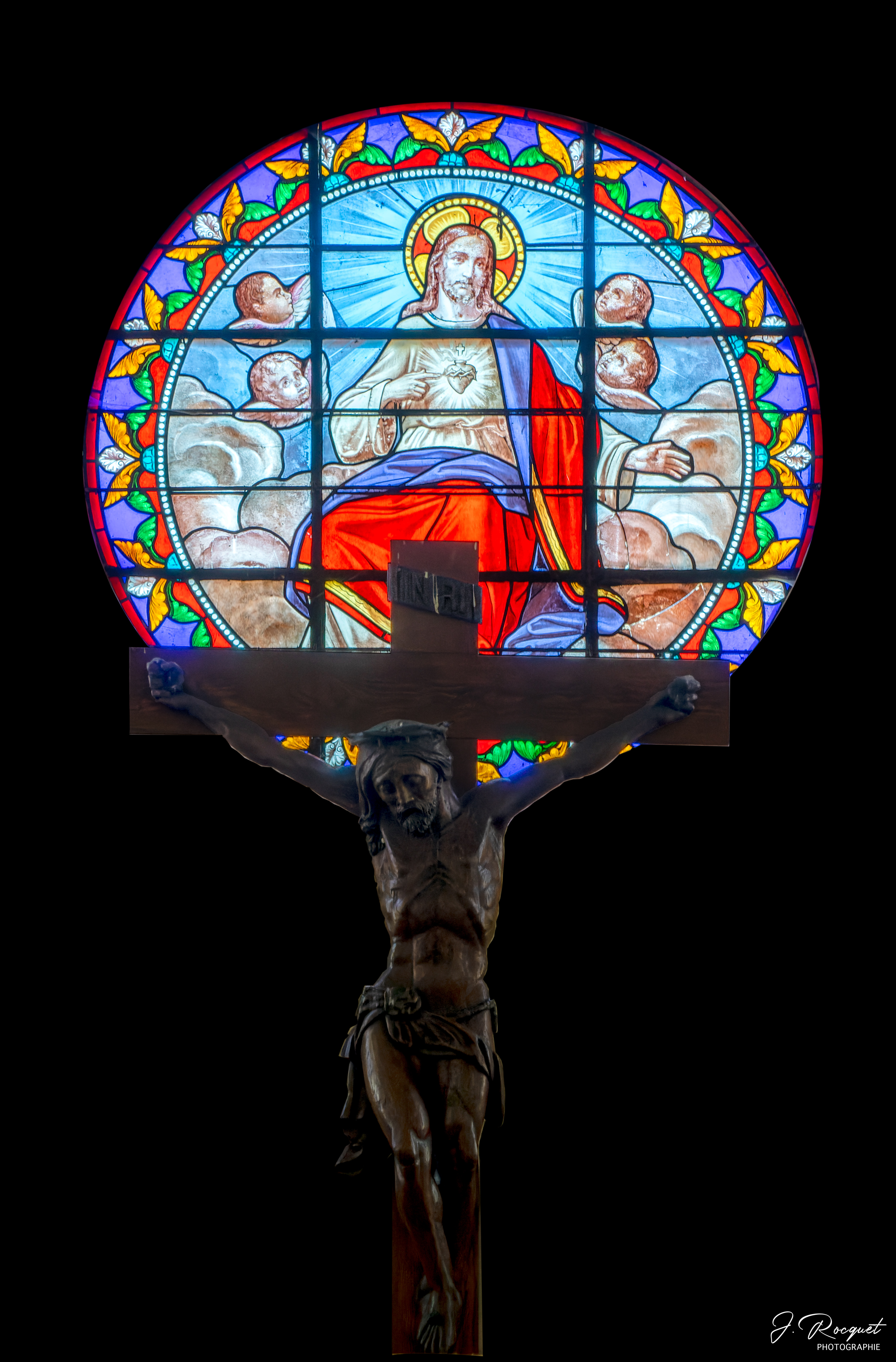
Sacré Cœur.
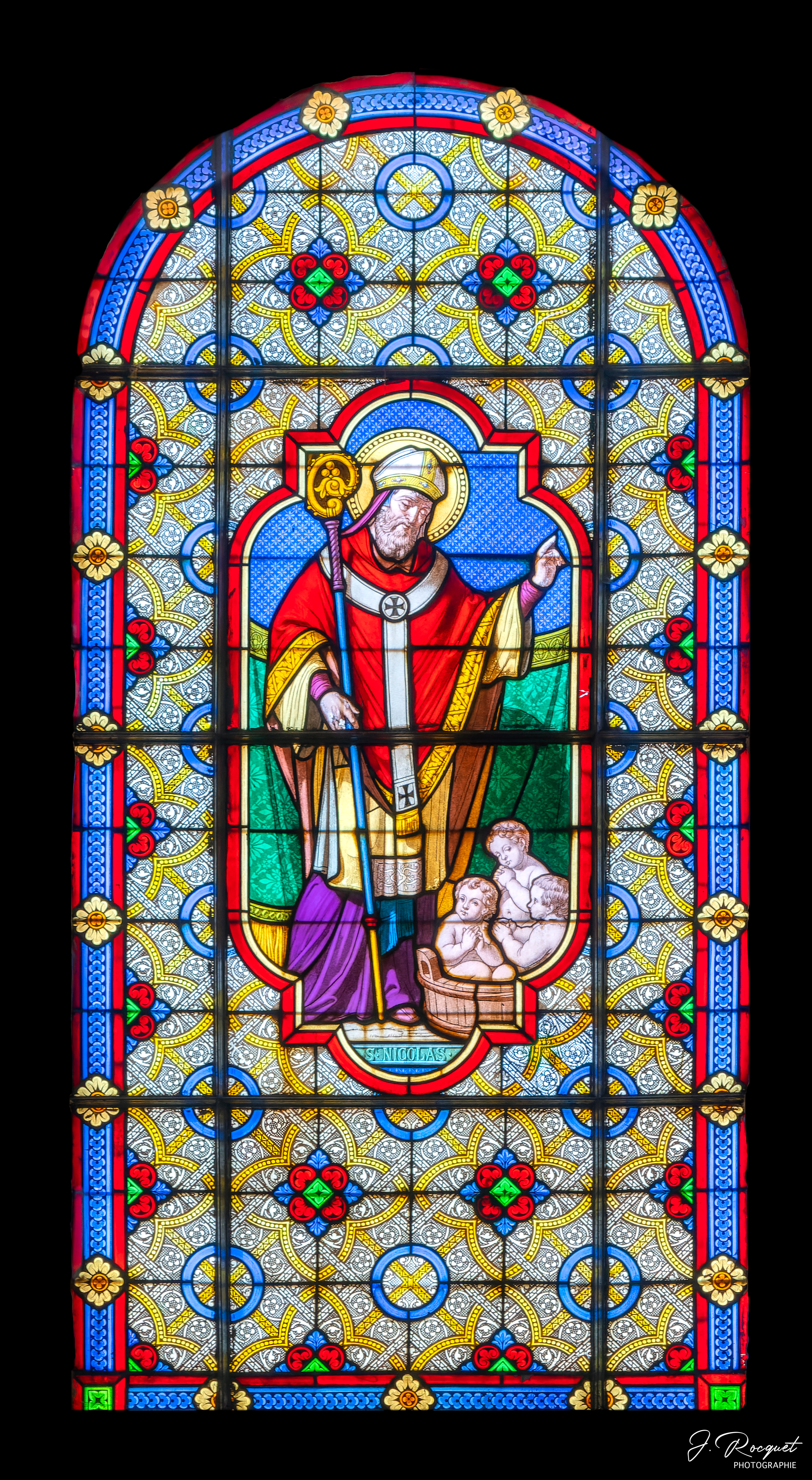
Saint Nicolas.
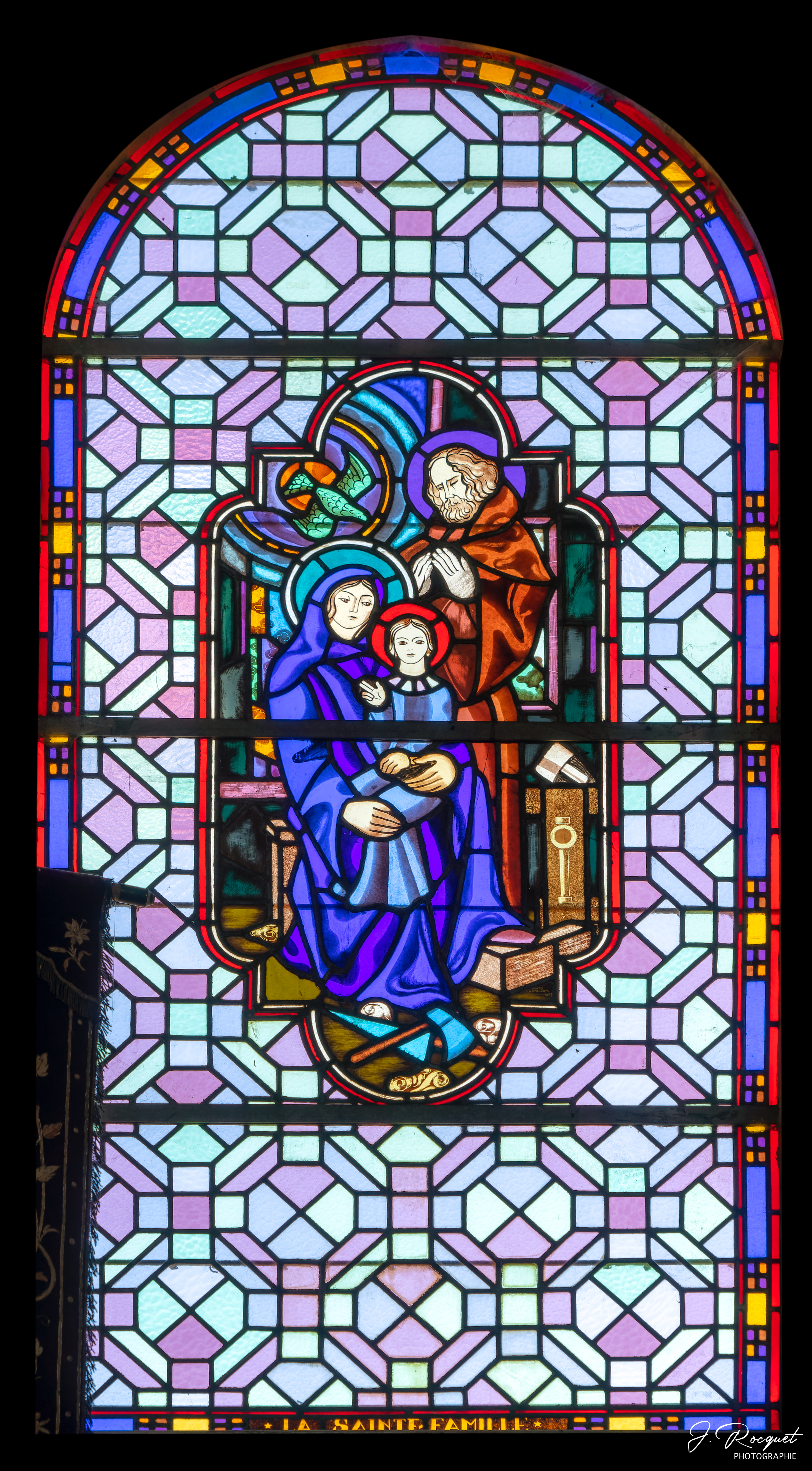
La Sainte Famille.
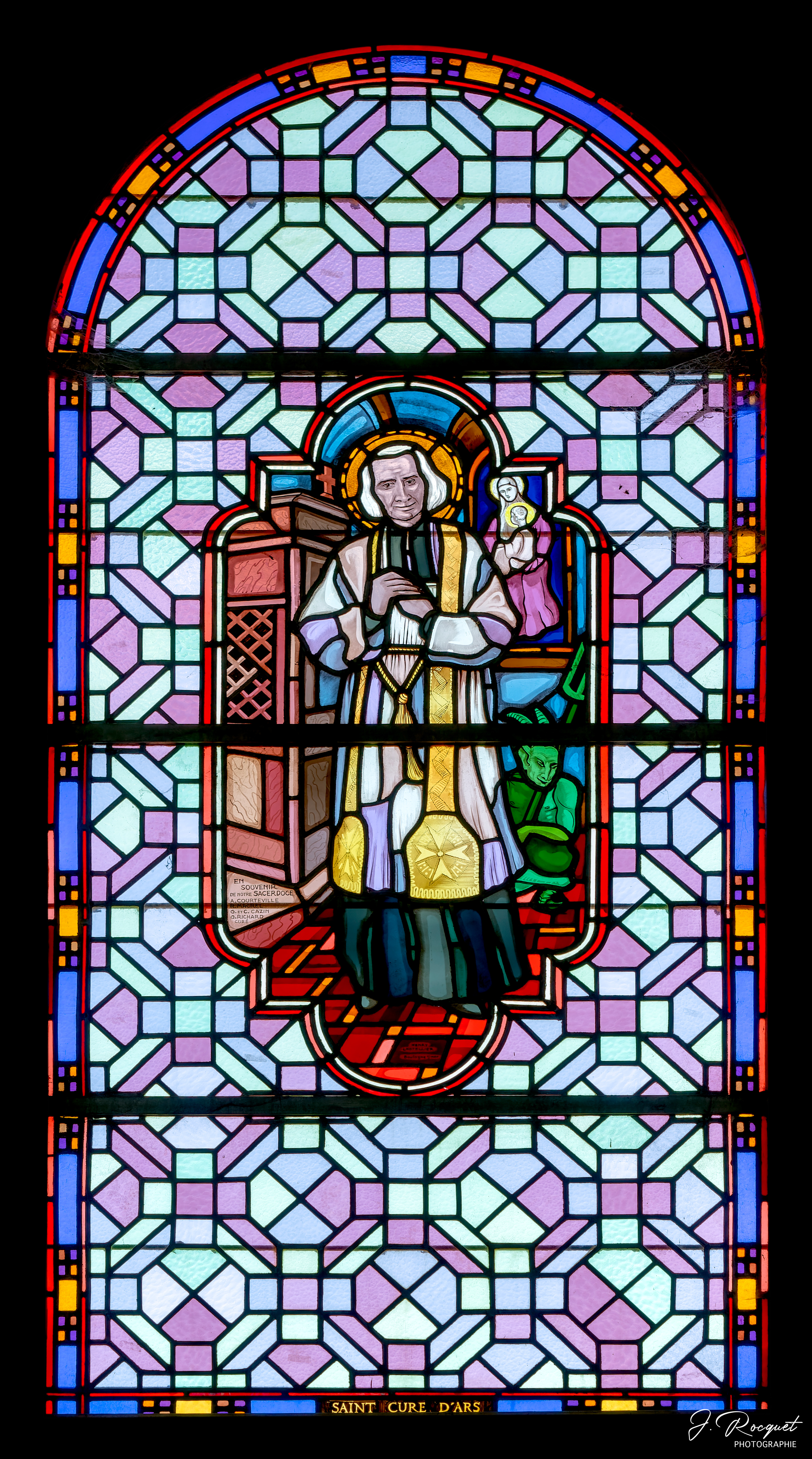
Saint curé d'Ars.
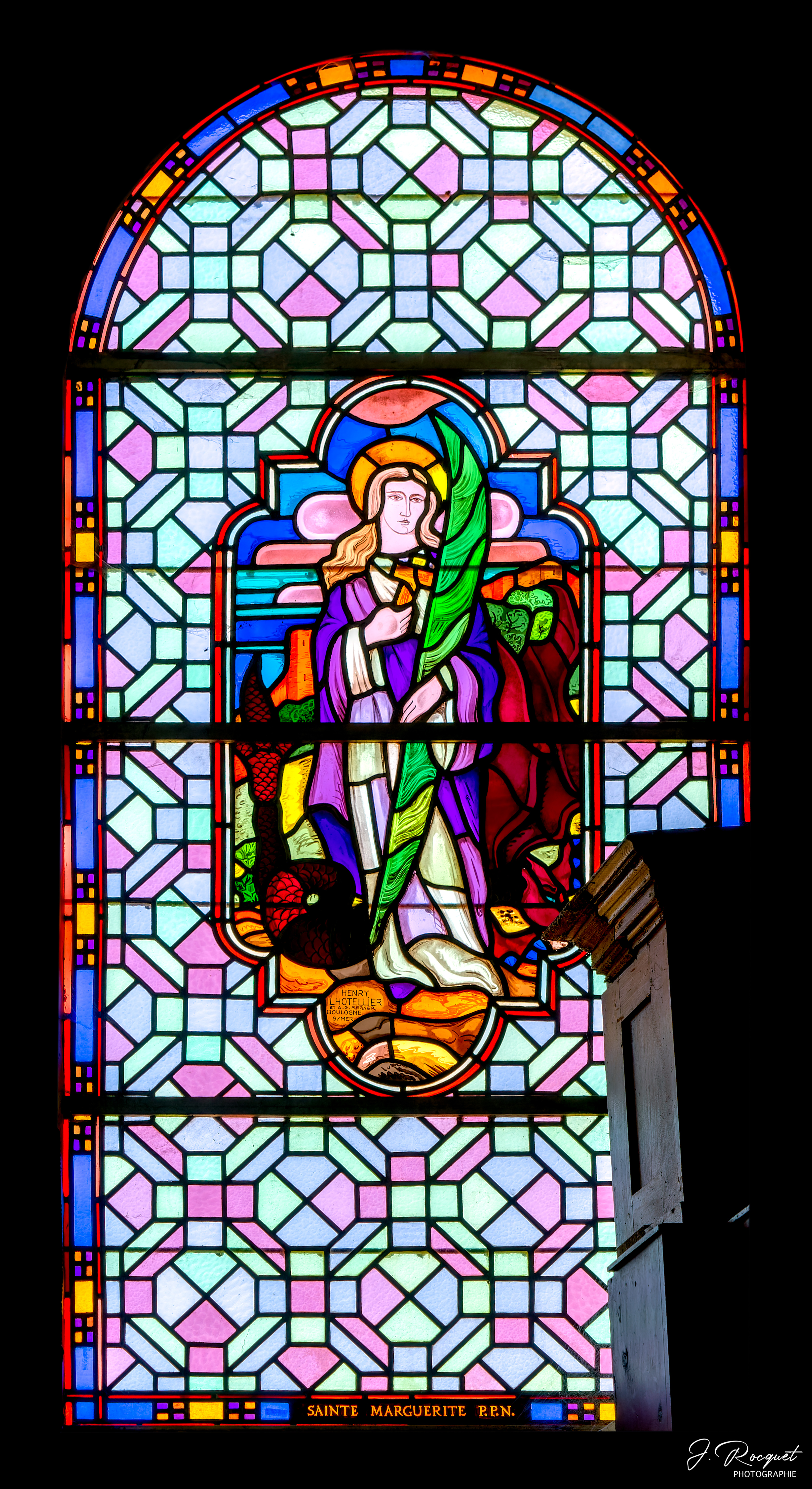
Sainte Marguerite.

#### Autres lieux et monuments
- Le monument aux morts[60].

### Héraldique
| Blason de Colembert | Blason  | D'argent à un lion de sable, lampassé de gueules (à la queue fourchue non mise en sautoir à l’œil de gueules, la prunelle d'or). |
| Blason de Colembert | Détails | Armes des anciens seigneurs de Colembert, issus de la maison de Fiennes. Adopté par la municipalité.                             |

## Pour approfondir